# Villaines-la-Gonais
Villaines-la-Gonais település Franciaországban, Sarthe megyében. Lakosainak száma 517 fő (2022. január 1.). Villaines-la-Gonais Saint-Maixent, Sceaux-sur-Huisne, Boëssé-le-Sec, Saint-Martin-des-Monts és Cherré-Au községekkel határos.

## Népesség
A település népessége az elmúlt években az alábbi módon változott:
| Lakosok száma | 543  | 556  | 575  | 558  | 548  | 539  | 529  | 523  | 517  |
|               | 2013 | 2015 | 2016 | 2017 | 2018 | 2019 | 2020 | 2021 | 2022 |